# MBC TV
MBC TV – południowokoreański naziemny kanał telewizyjny uruchomiony 8 sierpnia 1969 roku. Jego właścicielem jest Munhwa Broadcasting Corporation (MBC).

## Programy

### Programy informacyjne
- MBC Newsdesk
- MBC News Today
- MBC Evening News
- MBC Morning News
- MBC Midday News

### Sprawy bieżące i dokumentalne
- 100-Minute Debate (1999-)
- Unification Observatory (2001-)
- Real Story Eye (2014-)
- PD Notebook (1990-)
- Economic Magazine M (2005-)
- MBC Docu Special (1999-)
- MBC Docu Prime (2007-)

### Programy rozrywkowe
- Show! Music Core (2005-)
- Infinite Challenge (2005-2018)
- We Got Married (2008-)
- I Am a Singer (2011-)
- Home Alone (2013-)
- Dad, Where Are We Going? (2013-2015)
- Real Men (2013-)